# Кубок виклику Азії (жінки) 2024
Кубок виклику Азії (жінки) 2024 (англ. 2024 IIHF Women's Challenge Cup of Asia) — спортивне змагання з хокею із шайбою (Кубок виклику Азії серед жінок), проводиться під егідою Міжнародної федерації хокею із шайбою (ІІХФ). Турнір відбувся з 24 березня по 30 березня 2024 року в Бішкеку (Киргизстан).
Збірна Ірану стала переможцем.

## Команди
- Іран
- Філіппіни
- Об'єднані Арабські Емірати
- Індія
- Киргизстан

## Турнірна таблиця
| Поз | Команда                    | М | В | ВО | ПО | П | ГЗ | ГП | Різ | О  | Підсумок |
| --- | -------------------------- | - | - | -- | -- | - | -- | -- | --- | -- | -------- |
| 1   | Іран                       | 4 | 4 | 0  | 0  | 0 | 36 | 0  | +36 | 12 | Чемпіон  |
| 2   | Філіппіни                  | 4 | 3 | 0  | 0  | 1 | 17 | 10 | +7  | 9  | 2 місце  |
| 3   | Об'єднані Арабські Емірати | 4 | 2 | 0  | 0  | 2 | 10 | 24 | −14 | 6  | 3 місце  |
| 4   | Індія                      | 4 | 1 | 0  | 0  | 3 | 7  | 22 | −15 | 3  |          |
| 5   | Киргизстан (H)             | 4 | 0 | 0  | 0  | 4 | 11 | 25 | −14 | 0  |          |

## Результати
| 24 березня | ОАЕ        | 0  | 16 | Іран       |
| 24 березня | Філіппіни  | 7  | 4  | Киргизстан |
| 25 березня | Індія      | 1  | 2  | ОАЕ        |
| 25 березня | Іран       | 6  | 0  | Киргизстан |
| 27 березня | Індія      | 0  | 7  | Філіппіни  |
| 27 березня | ОАЕ        | 6  | 4  | Киргизстан |
| 29 березня | ОАЕ        | 2  | 3  | Філіппіни  |
| 29 березня | Іран       | 10 | 0  | Індія      |
| 30 березня | Філіппіни  | 0  | 4  | Іран       |
| 30 березня | Киргизстан | 3  | 6  | Індія      |